# Tranvías de Krasnodar
Los tranvías de Krasnodar (del ruso: Краснодарский трамвай) son el sistema de tranvía eléctrico de la ciudad de Krasnodar, capital del krai de Krasnodar de la Federación Rusa.

## Historia

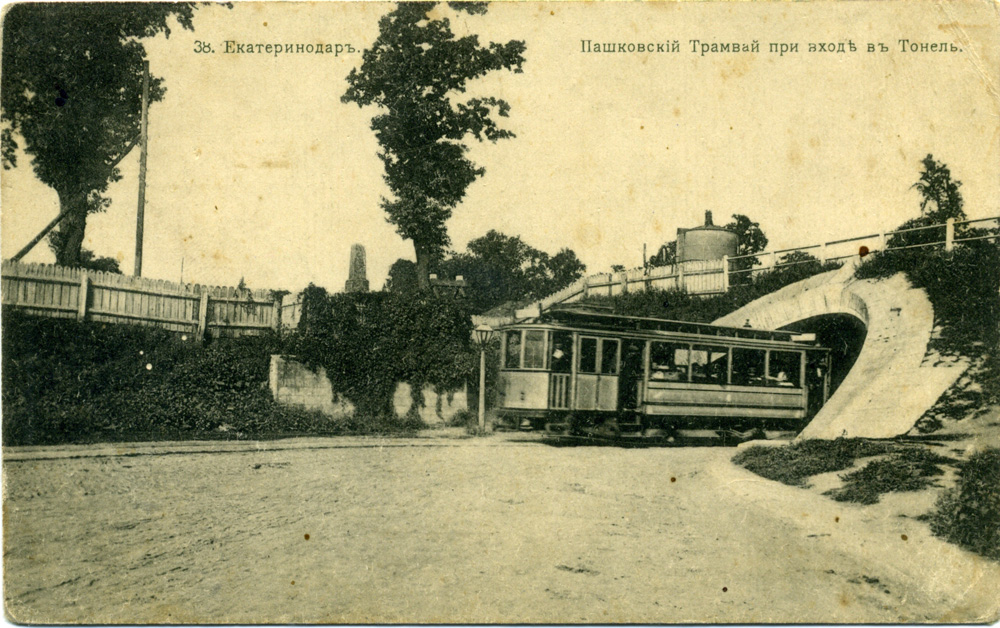
Tranvía de Páshkovski en Krasnodar, entre 1912 y 1914.

El primer tranvía de Krasnodar fue puesto en funcionamiento el 23 de abril de 1900. Krasnodar fue la decimotercera ciudad del Imperio ruso en contar con sistema de tranvía. 
En 1908 se inició la construcción de la línea suburbana a la stanitsa Páshkovskaya, inicialmente con un motor de gasolina (entre 1912 y 1914), que sería sustituido por un tranvía eléctrico el 14 de diciembre de 1914. Aunque esta línea fue incluida en el sistema de la ciudad en 1920, continuaba estando aislada de las líneas urbanas. 
La anchura de la mayor parte de las líneas fue ampliada entre 1934 y 1938, salvo la del tranvía de Pashkovski, cuyos trabajos de ampliación se llevaron a cabo entre 1948 y 1949. En 1950 se reformó la anchura de la red restante de la ciudad.
La primera línea de tranvía de Ekaterinodar fue construida por la sociedad anónima belga "Compañía de tracción y electricidad" (Компания тяги и электричества). Las primeras rutas urbanas transitaban por la calle Krásnaya -desde los Jardines Municipales a la calle Novokuznechchnaya- y por la calle Ekaterininskaya (ahora Mira) hasta la estación de ferrocarril. El depósito se hallaba en la calle Ekaterininskaya donde en la actualidad hay unos talleres de reparación. La línea a Pashkovskaya la construyó en 1912 la "Primera Sociedad Rusa de Tranvías a Motor y Eléctricos Ekaterinodar-Pashkovskaya" (Первое Русское товарищество моторно-электрического трамвая Екатеринодар — Пашковская).
En 2013 se planeó la construcción de tres nuevas líneas de tranvía y en 2014 se anunció que se pretendía doblar la velocidad de los tranvías en las calles Stávropolskaya y Kalíninskaya con un tranvía de alta velocidad.

## Líneas[2]

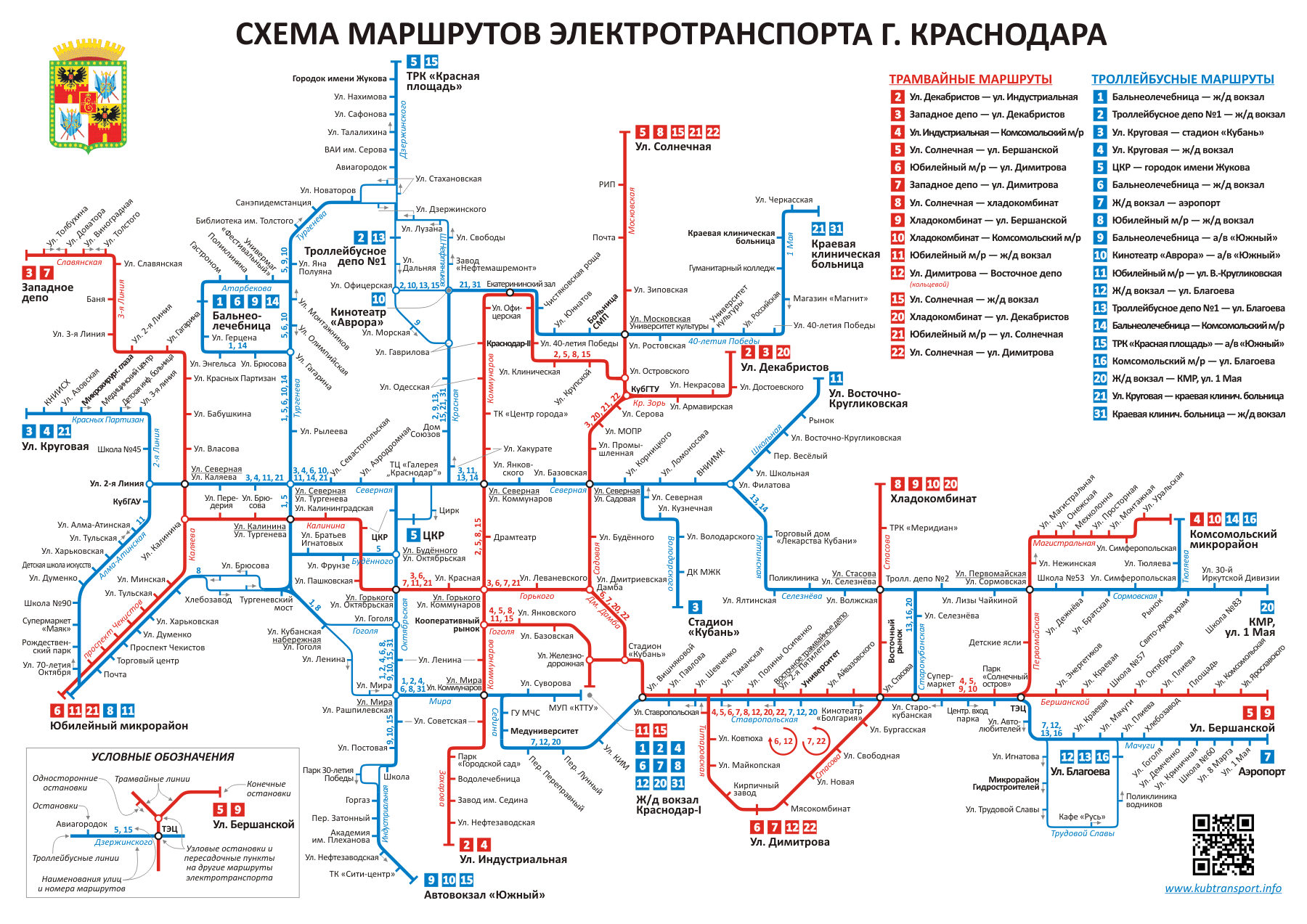
Rutas de los tranvías de Krasnodar en 2013 (en rojo, en azul los trolebuses).

- 2: Calle Dekabristov - calle Industriálnaya.
- 3: Západnoye delo - calle de Dekabristov.
- 4: Mikroraión Komsomolski  - calle Industriálnaya.
- 5: Calle Solnechnaya - mikroraión Pashkovski.
- 6: Mikroraión Yubileini - calle de Dimitrov.
- 7: Západnoye delo - calle de Dimitrov.
- 8: Calle Petra Metalnikova - Jladokombinat.
- 9: Jladokombinat - mikroraión Pashkovski.
- 10: Jladokombinat - mikroraión Komsomolski.
- 11: Mikroraión Yubileini - Krasnodar I.
- 12: Calle de Dimitrov - Vostóchnoye delo - Calle de Dimitrov.
- 15: Calle Petra Metalnikova - Estación de Krasnodar-I
- 20: Calle Dekabristov - Jladokombinat.
- 21: Mikroraión Yubileini - calle Petra Metalnikova.
- 22: Calle Petra Metalnikova - calle Dimitrova.

## Vehículos
Los vehículos utilizados son los modelos Tatra T3 (T3SU, T3SU KBR TR3/TM3/MRPS), el 71-605, 71-608K, 71-619KT, 71-623-01/02 y 71-407.

## Galería

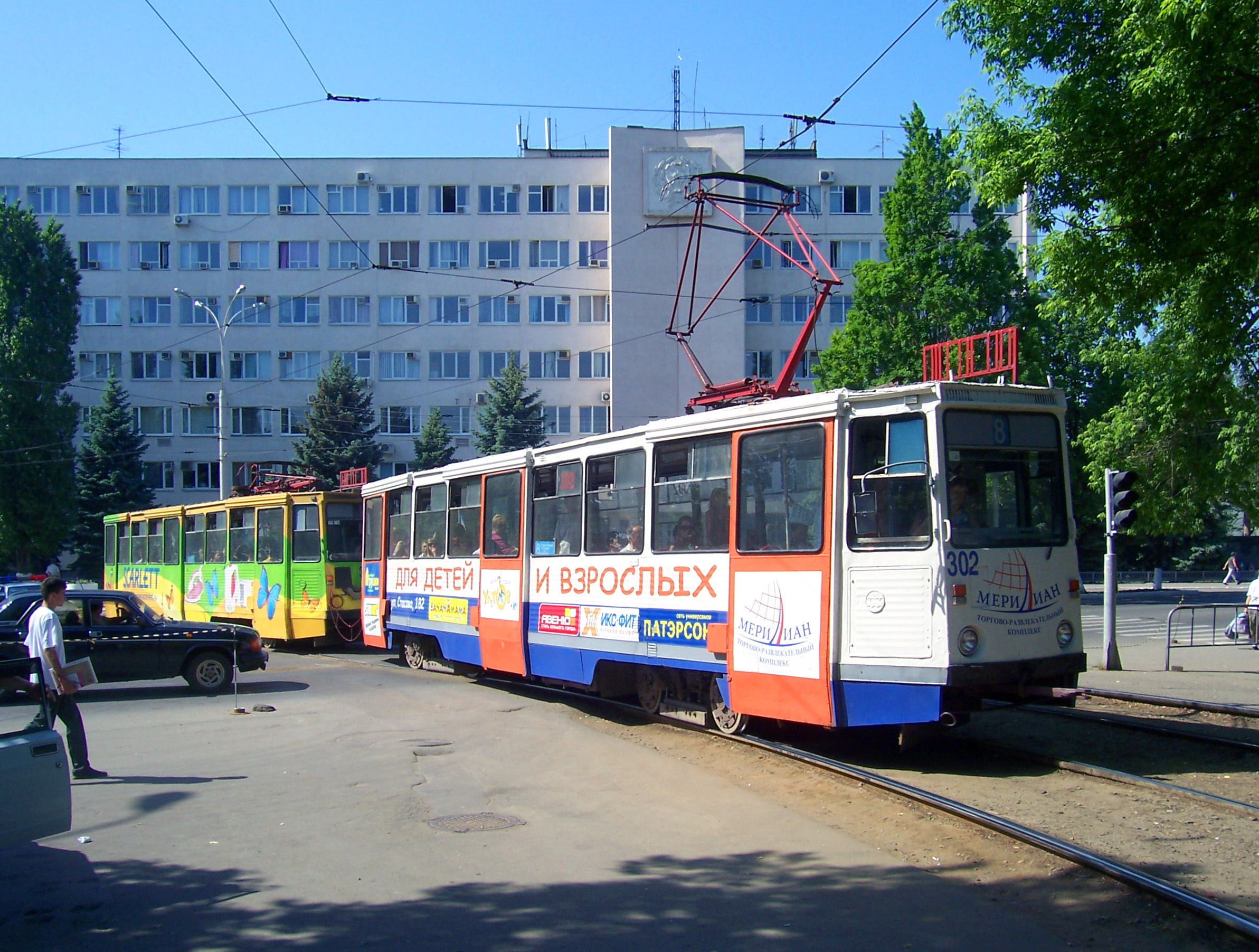
Parada en la calle Gavrílova.
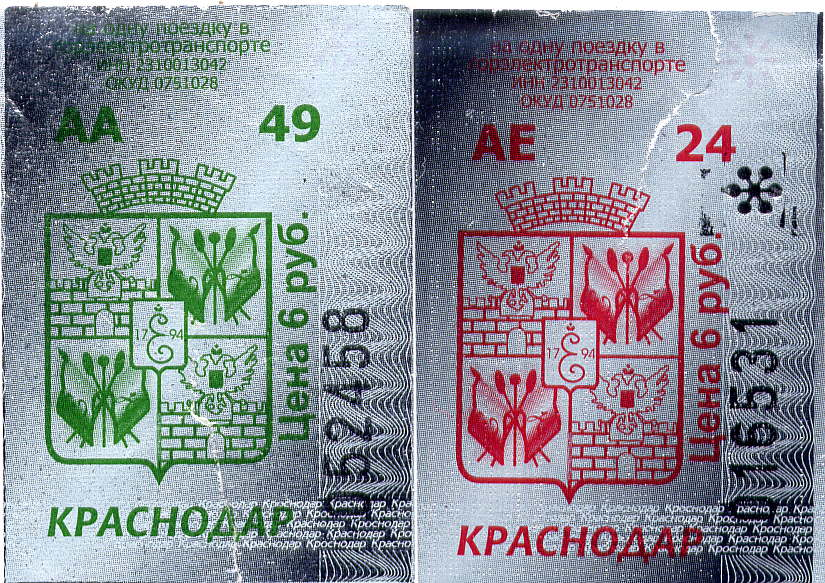
Billetes del tranvía eléctrico de Krasnodar.
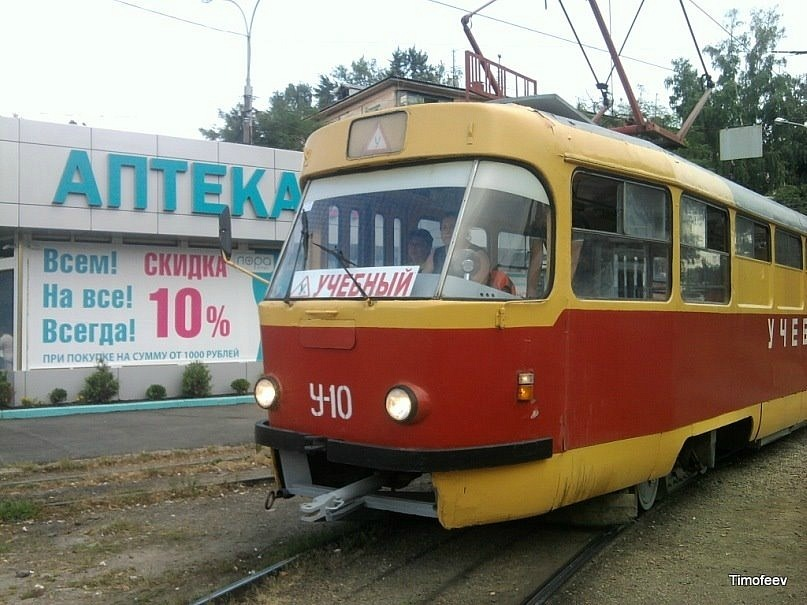
Vagón U-10, antiguo tranvía.
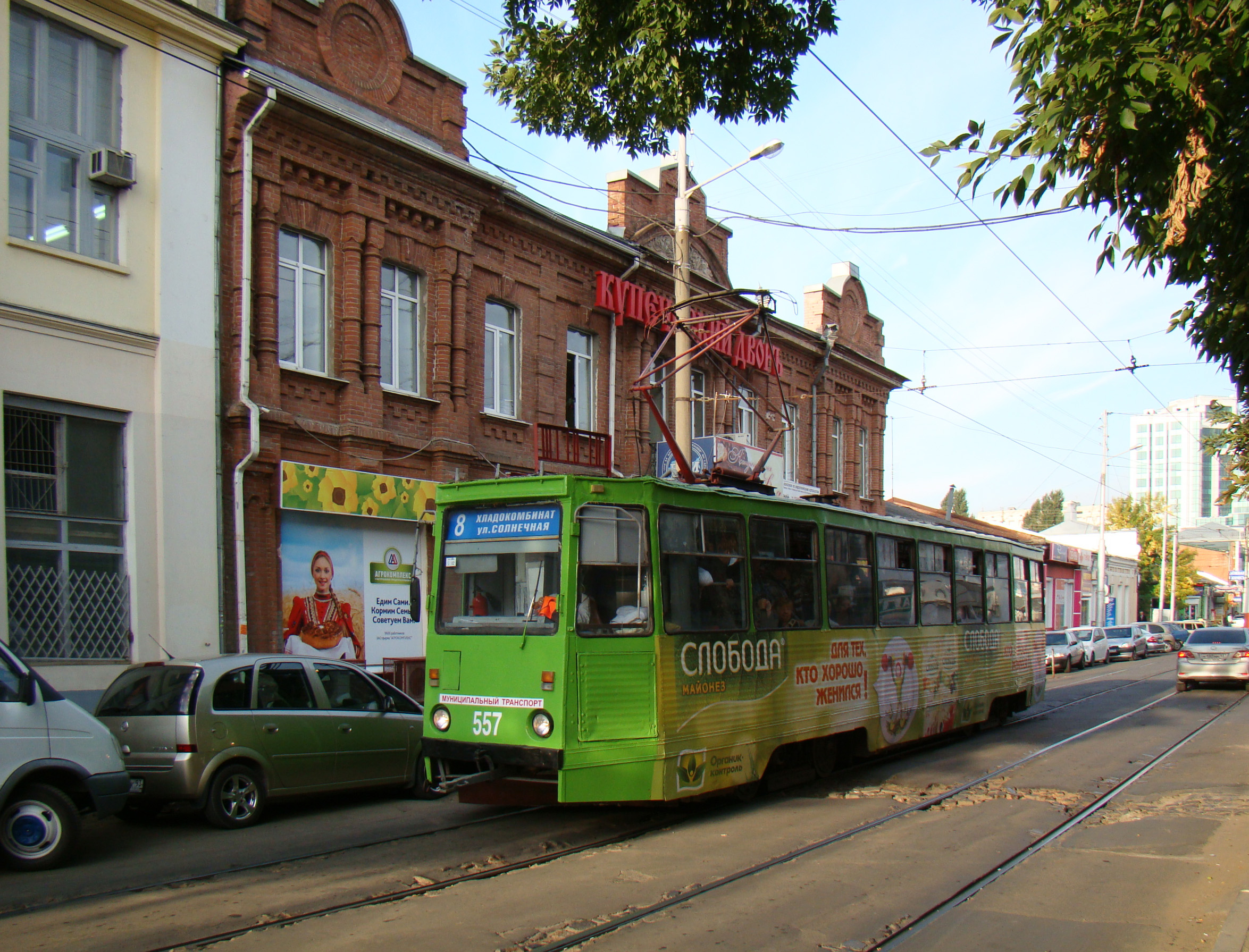
Tranvía en la calle Gogol.
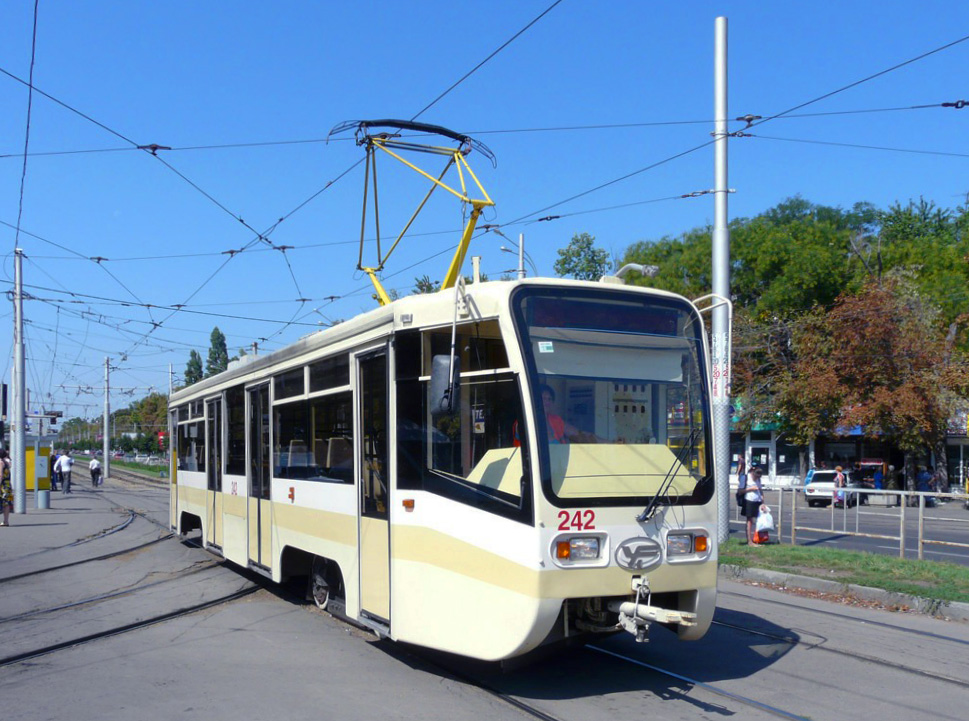
Modelo 71-619 en Krasnodar.
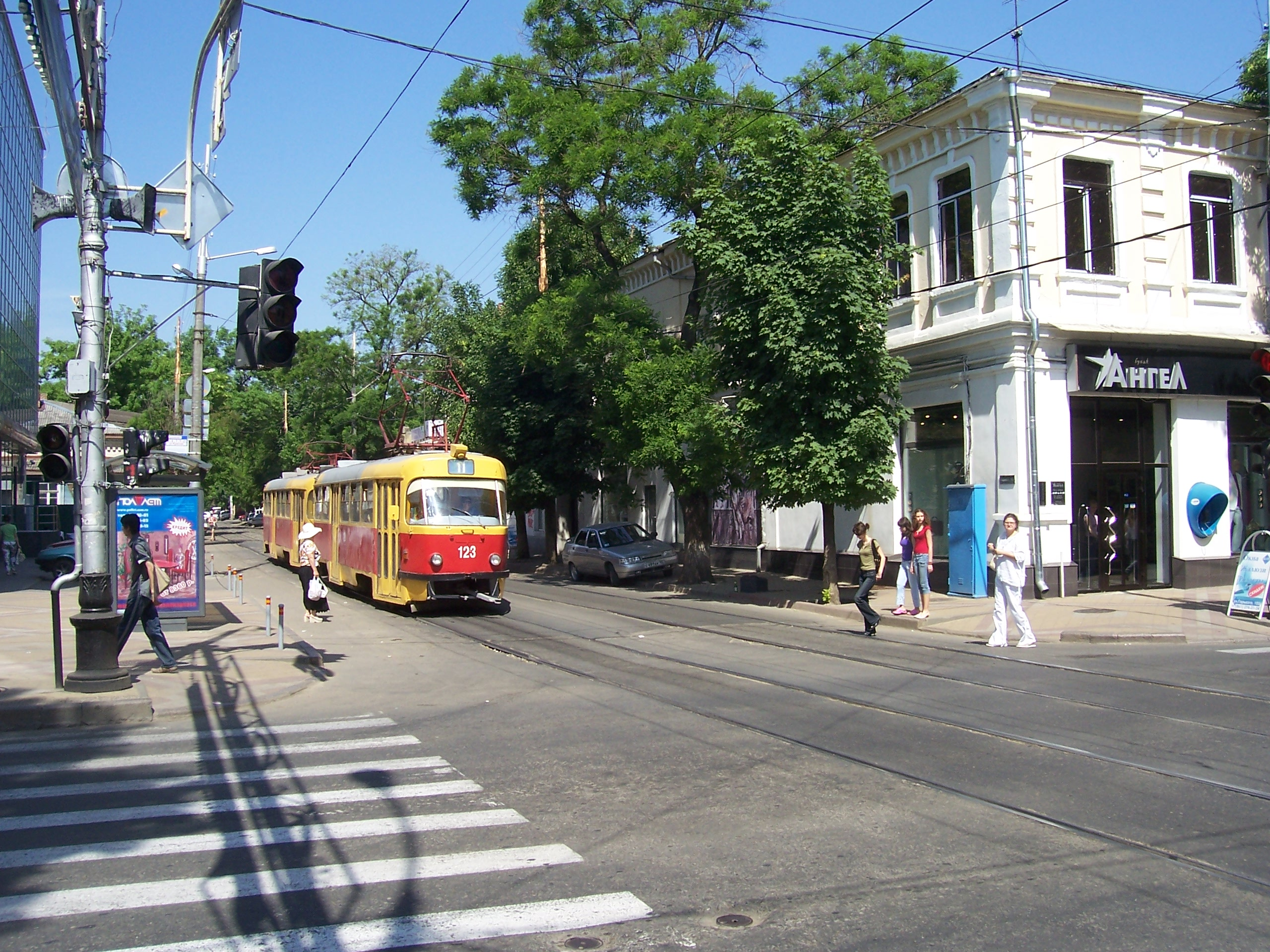
Tranvía en Krasnodar